# 河瀬由美子
河瀬 由美子（かわせ ゆみこ、1961年9月4日 - ）は、日本の検察官、公証人。名古屋地方検察庁特捜部長や最高検察庁総務部長等を経て、女性初の名古屋地方検察庁検事正。

## 来歴・人物
福岡県北九州市小倉地区出身。九州大学法学部卒業。1989年横浜地方検察庁検事任官。2006年津地方検察庁次席検事。2009年横浜地方検察庁刑事部副部長。2010年東京地方検察庁公判部副部長。2011年名古屋地方検察庁公判部長。2012年名古屋地方検察庁特別捜査部長。2013年最高検察庁検事。2014年東京地方検察庁特別公判部長。
2015年東京地方検察庁立川支部長。2016年女性初の山口地方検察庁検事正に就任。2017年最高検察庁検事。2018年から名古屋高等検察庁次席検事兼法務総合研究所名古屋支所長を務め、豊川市男児連れ去り殺人事件の再審請求が棄却された際には、「適正、妥当な決定である」とコメントした。
2020年最高検察庁総務部長。2021年女性初の名古屋地方検察庁検事正就任。同年下級裁判所裁判官指名諮問委員会地域委員会委員。趣味は読書と旅行。2023年辞職。同年名古屋駅前公証役場公証人。